# De tuin van de Finzi-Contini's
De tuin van de Finzi-Contini's (Italiaans: Il giardino dei Finzi-Contini) is de eerste roman van de Italiaanse auteur Giorgio Bassani, gepubliceerd in 1962 in Turijn. In hetzelfde jaar won het boek de 'Premio Viareggio'.

## Introductie
Voordat Bassani De tuin van de Finzi-Contini's begint met zijn relaas over een Joodse familie in de fascistische periode, doet de schrijver eerst verslag van zijn indruk van de Etruskische necropolis nabij de plaats Cerveteri. De zorg en hoeveelheid van de montarozzi, ‘kegelvormige, met wild gras bedekte grafheuvels’, wekt de indruk dat de Etrusken meer tijd aan hun doden besteedden dan aan het dagelijks leven. Het verleden kan dus in het heden blijven voortbestaan. De schrijver voelt dan ook de behoefte en noodzaak zijn verleden op te roepen. Benodigdheden: een goed geheugen en de middelen om de herinneringen weer te geven. De schrijver bezit beide voorwaarden in geruime mate.

## Synopsis
De tuin van de Finzi-Contini's is het verhaal van een Joodse familie, de Finzi-Contini, en dan met name het verhaal van hun ommuurde tuin en het ommuurde hart van hun dochter. Binnen de muren van hun domein lijkt de tijd als een ‘natura morta’ van Morandi, stil te staan, onaangetast door de onrustige tijd die buiten de muren heerst. De Finzi-Contini leven een eigen leven: De kinderen krijgen thuiseducatie en de familie verschijnt slechts twee keer per jaar in de synagoge, waar er ook geen woord met hen gewisseld wordt. De ‘io’, oftewel ik-verteller, voelt zich aangetrokken tot de mysterieuze en afstandelijke wereld van deze familie, een buitenstaander binnen de Joodse gemeenschap die op zijn beurt als marginaal in de samenleving wordt beschouwd.
Na de rassenwetten van 1938 krijgt de verteller de kans om deze wereld te betreden. Nadat alle Joden uit de tennisclub verbannen worden, stellen de Finzi-Contini hun tennisbanen ter beschikking van de plaatselijke jeugd. De jongeren praten over hun dagelijkse beslommeringen en de toekomst, terwijl de lezer hun toe wil schreeuwen dat hij op de hoogte is van hun tragische lotbestemming. Onbewust van het lot is de verteller tevreden dat hij is toegelaten binnen de ommuurde tuin, waar de pater familias zijn bibliotheek ter beschikking stelt ter behoeve van het afstuderen van de ‘io’, waar de zoon Alberto hem uitnodigt naar muziek te komen luisteren op zijn donkere kamer en waar Alberto’s communistische vriend Malnate heftige discussies met hem voert. 

## Achtergronden
Naast deze mannelijke personages, speelt de dochter des huizes Micòl een sleutelrol – het boek is niet voor niets aan haar opgedragen. Deze mysterieuze en onbereikbare dame heeft het hart gestolen van de ik-verteller tijdens hun talrijke wandelingen door de tuin. Als een troubadour probeert de ‘io’ de muur rondom het hart van zijn hoofse dame af te brokkelen. Hij vertrouwt hierbij op de tijd. Hoe ijdel deze hoop is wordt duidelijk als Micòl te kennen geeft meer waarde te hechten aan het verleden en het heden dan aan de toekomst. Het is alsof ze net als de lezer op de hoogte is van het lot dat hun te wachten staat. De hele familie, behalve Alberto – die op jonge leeftijd overlijdt aan lymfogranuloom - zal namelijk omkomen in de concentratiekampen. Malnate sterft aan het front.
Deze duistere periode staat in heel de Romanzo di Ferrara centraal. Literatuurcritica Sabine Verhulst spreekt dan ook van het belang van de schemering in het werk van Bassani. Niet alleen spelen de verhalen zich af in een schemerperiode van de geschiedenis, maar ook in een schemerperiode in het leven van de personages: de adolescentie. Ook Il giardino dei Finzi-Contini kan gezien worden als een Bildungsroman: de weg naar het volwassen worden van de hoofdpersoon. De onzekere en wankelmoedige ik-verteller besluit inderdaad zijn schermerperiode met de aanname dat Malnate de minnaar was van Micòl, waarna hij afstand neemt van zijn obsessie voor haar. Daarnaast komt hij eindelijk in het reine met zijn vader, naar wiens verhalen hij nu zonder irritatie kan luisteren. Als definitieve afsluiting van zijn adolescentieperiode besluit hij schrijver te worden.
Deze wending maakt het heel aannemelijk om de ik-verteller te beschouwen als de schrijver Giorgio Bassani, hoewel de identiteit van de verteller nooit met naam en toenaam vermeld wordt. De ik-verteller geeft rustig en zonder dramatiek de situatie van de Joden in die periode weer, hierbij rakend aan het neorealistische weergeven van een bevolkingsgroep in nood. Daarnaast doet de veelvuldig gebruikte vrije indirecte rede denken aan de modernistische periode in de literatuur. De lezer ziet het verhaal alsof hij in het hoofd van het personage zit, met alle vertroebeling en twijfels die dit met zich meebrengt. Deze verteltechnieken gecombineerd met de thema’s van een liefdesverhaal, van de weergave van de impact van het fascisme op de Italiaans-Joodse gemeenschap, van de verhouding tussen het verleden, het heden en de toekomst en het thema van leven en dood, maakt van De tuin van de Finzi-Contini's een monument voor de Joodse bevolking van Ferrara.